# Swing (film 2013)
Swing – polska komedia pomyłek z 2012 roku w reżyserii i na podstawie sztuki teatralnej Abelarda Gizy. Pierwszy kinowy film twórców kabaretu Limo.
Film opowiada historię fana forów internetowych – Marka (Kacper Ruciński), który przeczytał na jednym z nich o swingowaniu i postanawia w ten sposób odświeżyć swój związek z Lucyną (Ewa Błachnio). W tym celu ucieka się do wszelkich możliwych środków, by namówić swoją dziewczynę i przyjaciela – Andrzeja (Szymon Jachimek) do seksu grupowego, przy okazji wywołując mnóstwo śmiesznych sytuacji.

## Obsada
- Kacper Ruciński − jako Marek
- Ewa Błachnio − jako Lucyna
- Szymon Jachimek − jako Andrzej
- Julia Kamińska − jako Agnieszka
- Karolina Wróbel – jako Agata

## Informacje dodatkowe
- twórcy filmu nie otrzymali honorariów, cały budżet filmu został przeznaczony na sprzęt, wynajęcie hali i rekwizyty